# روي أديسون
روي أديسون (بالإنجليزية: Roy Addison)‏ (مواليد 17 فبراير 1939) هو ملاكم من المملكة المتحدة، مثّل بلاده في الألعاب الأولمبية الصيفية 1960.

## روابط خارجية
روي أديسون على موقع أوليمبيديا (الإنجليزية)